# 张九龄 (相声演员)
張九齡（1994年11月23日—），本名張仲元，字“九齡”，身高180cm，粉丝群体称作“小鈴鐺”。

## 经历
張九齡於2007年入科，2013年9月4日，拜師隨“九”字科第一批拜師成為“頭九”成員，現為德云九队隊長，搭檔是王九龍。
- 通過鶴字科考試時只有13歲，因年齡太小，沒被編入鶴字科，九字科拜師後成為九字科大師兄。
- 2018年11月24日 张九龄和搭檔王九龙在天津首次举办个人专场。
- 2021年4月10日 德云社庚己年封箱演出時郭德纲宣布張九齡为德云九队队长[1]。

## 演出相關

#### 網路劇
| 首播年份 | 播出平台 | 片名             | 角色 | 備註 |
| 2024     | 騰訊視頻 | 《北緯路甲一號》 | 張元 |      |

#### 常駐综艺
| 首播日期 | 首播日期         | 電視臺   | 節目名稱                  | 備註 |
| 2019年   | 6月8日           | 東方衛視 | 《笑傲江湖第四季》        | 亞軍 |
| 2020年   | 8月27日-9月10日  | 騰訊視頻 | 《德云鬥笑社第一季》1~3期 |      |
| 2021年   | 2月13日-15日     | 天津衛視 | 《青春德雲社》            |      |
| 2021年   | 8月20日-10月24日 | 騰訊視頻 | 《德云鬥笑社第二季》      |      |

## 外部連結
- 张九龄的新浪微博
- 张九龄的Instagram帳戶

| 从师   | 辈分   | 收徒 |
| 郭德纲 | 第九代 | —    |